# Coleman (Wisconsin)
Coleman es una villa ubicada en el condado de Marinette en el estado estadounidense de Wisconsin. En el Censo de 2010 tenía una población de 724 habitantes y una densidad poblacional de 238,51 personas por km².

## Geografía
Coleman se encuentra ubicada en las coordenadas 45°4′15″N 88°2′19″O / 45.07083, -88.03861. Según la Oficina del Censo de los Estados Unidos, Coleman tiene una superficie total de 3.04 km², de la cual 3 km² corresponden a tierra firme y (1.02%) 0.03 km² es agua.

## Demografía
Según el censo de 2010, había 724 personas residiendo en Coleman. La densidad de población era de 238,51 hab./km². De los 724 habitantes, Coleman estaba compuesto por el 95.3% blancos, el 0.55% eran afroamericanos, el 0.97% eran amerindios, el 0% eran asiáticos, el 0% eran isleños del Pacífico, el 1.38% eran de otras razas y el 1.8% pertenecían a dos o más razas. Del total de la población el 3.18% eran hispanos o latinos de cualquier raza.